# غيديس
غيديس (داكوتا الجنوبية) (بالإنجليزية: Geddes, South Dakota)‏ هي مدينة تقع في الولايات المتحدة في مقاطعة تشارلز ميكس، داكوتا الجنوبية. يقدر عدد سكانها بـ 208 نسمة ومساحتها 1.58 كم2 وترتفع عن سطح البحر 489 متر.

## التركيبة السكانية
قام مكتب تعداد الولايات المتحدة بتحديد بيانات التركيبة السكانية لغيديسفي تعداد الولايات المتحدة. في ما يلي، التركيبة السكانية حسب تعدادي 2000 و2010.

### تعداد عام 2000
بلغ عدد سكان غيرهارت 995 نسمة بحسب تعداد عام 2000، وبلغ عدد الأسر 450 أسرة وعدد العائلات 282 عائلة مقيمة في المدينة. في حين سجلت الكثافة السكانية 804.2 نسمة لكل ميل مربع (310.5/كم2). وبلغ عدد الوحدات السكنية 1,055 وحدة بمتوسط كثافة قدره 852.7 نسمة لكل ميل مربع (329.2/كم2).
وتوزع التركيب العرقي للمدينة بنسبة 98.39% من البيض و 0.30% من الأمريكيين الأصليين و 0.30% من الأمريكيين ذوي الأصول الآسيوية و 1.01% من عرقين مختلطين أو أكثر. فيما شكل الهسبانيون أو اللاتينيون من أي عرق نسبة 0.50% من السكان.
بلغ عدد الأسر 450 أسرة كانت نسبة 22.7% منها لديها أطفال تحت سن الثامنة عشر تعيش معهم، وبلغت نسبة الأزواج القاطنين مع بعضهم البعض 52.9% من أصل المجموع الكلي للأسر، ونسبة 6.4% من الأسر كان لديها معيلات من الإناث دون وجود شريك، وكانت نسبة 37.3% من غير العائلات. تألفت نسبة 32.4% من أصل جميع الأسر من أفراد ونسبة 12.2% كانوا يعيش معهم شخص وحيد يبلغ من العمر 65 عاماً فما فوق. وبلغ متوسط حجم الأسرة المعيشية 2.76، أما متوسط حجم العائلات فبلغ 2.21.
بلغ العمر الوسطي للسكان 47 عاماً. وكانت نسبة 19.9% من القاطنين تحت سن الثامنة عشر، وكانت نسبة 4.5% بين الثامنة عشر والأربعة وعشرون عاماً، ونسبة 21.3% كانت واقعةً في الفئة العمرية ما بين الخامسة والعشرون حتى والأربعة وأربعون عاماً، ونسبة 35.6% كانت ما بين الخامسة والأربعون حتى الرابعة والستون، ونسبة 18.7% كانت ضمن فئة الخامسة والستون عاماً فما فوق. يوجد لكل 100 أنثى 95.9 ذكر، ويوجد لكل 100 أنثى في الثامنة عشر من عمرها فما فوق 93.4 ذكر.
بلغ متوسط دخل الأسرة في المدينة 43,047 دولار، أما متوسط دخل العائلة فبلغ 49,583 دولار. وكان متوسط دخل الذكور 32,500 دولار مقابل 23,636 دولار للإناث. وسجل دخل الفرد الخاص بالمدينة 25,224 دولار. وكان من هؤلاء نسبة 4.8% تحت سن الثامنة عشر ونسبة 6.8% في الخامسة والستين من العمر وما فوق.

### تعداد عام 2010
بلغ عدد سكان غيديس 208 نسمة بحسب تعداد عام 2010، وبلغ عدد الأسر 110 أسرة وعدد العائلات 57 عائلة مقيمة في المدينة. في حين سجلت الكثافة السكانية 341.0 نسمة لكل ميل مربع (131.7/كم2). وبلغ عدد الوحدات السكنية 155 وحدة بمتوسط كثافة قدره 254.1 لكل ميل مربع (98.1/كم2).
وتوزع التركيب العرقي للمدينة بنسبة 96.2% من البيض و 0.5% من الأمريكيين الأصليين و 0.5% من الأمريكيين ذوي الأصول الآسيوية و 2.4% من عرقين مختلطين أو أكثر.
بلغ عدد الأسر 110 أسرة كانت نسبة 18.2% منها لديها أطفال تحت سن الثامنة عشر تعيش معهم، وبلغت نسبة الأزواج القاطنين مع بعضهم البعض 45.5% من أصل المجموع الكلي للأسر، ونسبة 3.6% من الأسر كان لديها معيلات من الإناث دون وجود شريك، بينما كانت نسبة 2.7% من الأسر لديها معيلون من الذكور دون وجود شريكة وكانت نسبة 48.2% من غير العائلات. تألفت نسبة 45.5% من أصل جميع الأسر من أفراد ونسبة 22.7% كانوا يعيش معهم شخص وحيد يبلغ من العمر 65 عاماً فما فوق. وبلغ متوسط حجم الأسرة المعيشية 2.65، أما متوسط حجم العائلات فبلغ 1.89.
بلغ العمر الوسطي للسكان 50.6 عاماً. وكانت نسبة 16.3% من القاطنين تحت سن الثامنة عشر، وكانت نسبة 4.8% بين الثامنة عشر والأربعة وعشرون عاماً، ونسبة 22% كانت واقعةً في الفئة العمرية ما بين الخامسة والعشرون حتى والأربعة وأربعون عاماً، ونسبة 30.3% كانت ما بين الخامسة والأربعون حتى الرابعة والستون، ونسبة 26.4% كانت ضمن فئة الخامسة والستون عاماً فما فوق. وتوزع التركيب الجنسي للسكان بنسبة 55.8% ذكور و44.2% إناث.